# Zhibek Planitia
La Zhibek Planitia è una struttura geologica della superficie di Venere.